# Arthrosaura versteegii
Espèce
Arthrosaura versteegii est une espèce de sauriens de la famille des Gymnophthalmidae.

## Répartition
Cette espèce se rencontre au Venezuela, au Suriname, en Guyane et au Brésil en Amapá, au Pará, au Rondonia et en Amazonas.
Sa présence en Guyana est incertaine.

## Étymologie
Cette espèce est nommée en l'honneur de Gerard Martinus Versteeg (1876–1943).

## Publication originale
- Lidth de Jeude, 1904 : Reptiles and batrachians from Surinam. Notes from the Leyden Museum, vol. 25, p. 83-94 (texte intégral).